# Campeonato Asiático de Atletismo de 2015 - Revezamento 4x400 m feminino
A prova dos 4 x 400 metros estafetas feminino do Campeonato Asiático de Atletismo de 2015 foi disputada no dia 7 de junho de 2015 no Wuhan Stadium em Wuhan, na China. 

## Recordes
Antes desta competição, os recordes mundiais e do campeonato nesta prova eram os seguintes:
|                       | Nome                                                               | Nacionalidade   | Tempo     | Local   | Data                   |
| --------------------- | ------------------------------------------------------------------ | --------------- | --------- | ------- | ---------------------- |
| Recorde mundial       | Tatyana Ledovskaya, Olga Nazarova Mariya Kulchunova, Olga Bryzgina | União Soviética | 3m 15s 17 | Seul    | 1 de outubro de 1988   |
| Recorde do campeonato | Rajwinder Kaur, Sathi Geetha Chitra K. Soman, Manjeet Kaur         | Índia           | 3m 30s 93 | Incheon | 2005                   |
| Recorde asiático      | Xiaohong An, Xiaoyun Bai Chunying Cao, Yuqin Ma                    | China           | 3m 24s 28 | Pequim  | 13 de setembro de 1993 |

## Medalhistas
| Ouro                                                             | Prata                                                                   | Bronze                                                                                       |
| China · Huang Guifen · Cheng Chong · Chen Jingwen · Yang Huizhen | Índia · Mathew Jisna · Tintu Luka · Majumder Debashree · M. R. Poovamma | Cazaquistão · Elina Mikhina · Yuliya Rakhmanova · Aleksandra Romanova · Anastassiya Kudinova |

## Cronograma
Todos os horários são locais (UTC+8)
| Data       | Hora  | Evento |
| ---------- | ----- | ------ |
| 7 de junho | 16:30 | Final  |

## Final
A final da prova ocorreu dia 7 de julho às 16:30. 
| Posição           | Nacionalidade | Atletas                                                                     | Tempo   | Notas |
| ----------------- | ------------- | --------------------------------------------------------------------------- | ------- | ----- |
| Medalha de ouro   | China         | Huang Guifen, Cheng Chong, Chen Jingwen, Yang Huizhen                       | 3:33.44 |       |
| Medalha de prata  | Índia         | Mathew Jisna, Tintu Luka, Majumder Debashree, M. R. Poovamma                | 3:33.81 |       |
| Medalha de bronze | Cazaquistão   | Elina Mikhina, Yuliya Rakhmanova, Aleksandra Romanova, Anastassiya Kudinova | 3:35.14 |       |
| 4                 | Japão         | Sayaka Fujisawa, Asami Chiba, Sayaka Aoki, Manami Kira                      | 3:35.93 |       |
| 5                 | Hong Kong     | Lam Christy Ho Yan, Chua Yan Ching, Poon Hang Wai, Chan Sin Hung            | 3:56.40 |       |

Legenda
| Recorde mundial       | Recorde mundial (World record)               |                       | Recorde africano                      | Recorde africano (African) |                                           | Q | Classificado por posição (Qualified) |
| Recorde do campeonato | Recorde do campeonato (Championship record)  | Recorde da América    | Recorde da América (Americas)         | q                          | Classificado por melhor tempo (Qualified) |   |                                      |
| Melhor marca do ano   | Melhor marca do ano (World leading)          | Recorde asiático      | Recorde asiático (Asian)              | DNS                        | Não largou (Did not start)                |   |                                      |
| Recorde nacional      | Recorde nacional (National record)           | Recorde europeu       | Recorde europeu (European)            | DNF                        | Não terminou (Did not finish)             |   |                                      |
| Recorde pessoal       | Recorde pessoal do atleta (Personal best)    | Recorde da Oceania    | Recorde da Oceania (Oceania)          | DSQ / DQ                   | Desclassificado (Disqualified)            |   |                                      |
| Recorde da temporada  | Recorde da temporada do atleta (Season best) | Recorde sul-americano | Recorde sul-americano (South America) | NM                         | Sem marca (No mark)                       |   |                                      |